# Olympische Jugend-Winterspiele 2024/Teilnehmer (Island)
| Gelbes Symbol für Goldmedaillen mit stilisierten Olympischen Ringen | Graues Symbol für Silbermedaillen mit stilisierten Olympischen Ringen | Braundes Symbol für Bronzemedaillen mit stilisierten Olympischen Ringen |
| ------------------------------------------------------------------- | --------------------------------------------------------------------- | ----------------------------------------------------------------------- |
| —                                                                   | —                                                                     | —                                                                       |

Island nahm mit 6 Athleten (4 Frauen, 2 Männer) an den Olympischen Jugend-Winterspielen 2024 in der südkoreanischen Provinz Gangwon teil.

## Teilnehmer nach Sportart

### Ski Alpin
| Athleten                   | Wettbewerb   | Lauf 1  | Lauf 1 | Lauf 2  | Lauf 2 | Gesamt      | Gesamt |
| Athleten                   | Wettbewerb   | Zeit    | Rang   | Zeit    | Rang   | Zeit        | Rang   |
| -------------------------- | ------------ | ------- | ------ | ------- | ------ | ----------- | ------ |
| Frauen                     |              |         |        |         |        |             |        |
| Eyrún Erla Gestsdóttir     | Riesenslalom | DNF     | DNF    | DNF     | DNF    | DNF         | DNF    |
| Eyrún Erla Gestsdóttir     | Slalom       | 57,45 s | 43     | 54,17 s | 29     | 1:51,62 min | 31     |
| Þórdís Helga Grétarsdóttir | Riesenslalom | 54,29 s | 31     | 59,62 s | 31     | 1:53,91 min | 29     |
| Þórdís Helga Grétarsdóttir | Slalom       | 57,65 s | 44     | DNF     | DNF    | DNF         | DNF    |
| Männer                     |              |         |        |         |        |             |        |
| Dagur Ýmir Sveinsson       | Riesenslalom | 54,39 s | 49     | DNF     | DNF    | DNF         | DNF    |
| Dagur Ýmir Sveinsson       | Slalom       | 51,95 s | 41     | 57,27 s | 27     | 1:49,47 min | 25     |

### Skilanglauf
| Athleten                  | Wettbewerb       | Zeit        | Rang |
| ------------------------- | ---------------- | ----------- | ---- |
| Frauen                    |                  |             |      |
| María Kristín Ólafsdóttir | 7,5 km klassisch | 28:12,8 min | 54   |
| Männer                    |                  |             |      |
| Hjalti Böðvarsson         | 7,5 km klassisch | 22:14,3 min | 44   |

| Athleten                  | Wettbewerb      | Qualifikation | Qualifikation | Viertelfinale | Viertelfinale | Halbfinale    | Halbfinale    | Finale        | Finale        | Rang |
| Athleten                  | Wettbewerb      | Zeit          | Rang          | Zeit          | Rang          | Zeit          | Rang          | Zeit          | Rang          | Rang |
| ------------------------- | --------------- | ------------- | ------------- | ------------- | ------------- | ------------- | ------------- | ------------- | ------------- | ---- |
| Frauen                    |                 |               |               |               |               |               |               |               |               |      |
| María Kristín Ólafsdóttir | Sprint Freistil | 4:21,18 min   | 59            | ausgeschieden | ausgeschieden | ausgeschieden | ausgeschieden | ausgeschieden | ausgeschieden | 59   |
| Männer                    |                 |               |               |               |               |               |               |               |               |      |
| Hjalti Böðvarsson         | Sprint Freistil | 3:32,87 min   | 58            | ausgeschieden | ausgeschieden | ausgeschieden | ausgeschieden | ausgeschieden | ausgeschieden | 57   |

### Snowboard
| Athleten                   | Wettbewerb | Qualifikation | Qualifikation | Finale | Finale | Rang |
| Athleten                   | Wettbewerb | Punkte        | Rang          | Punkte | Rang   | Rang |
| -------------------------- | ---------- | ------------- | ------------- | ------ | ------ | ---- |
| Frauen                     |            |               |               |        |        |      |
| Júlíetta Iðunn Tómasdóttir | Big Air    | DNS           | DNS           | DNS    | DNS    | DNS  |